# 金堀伸夫
金堀 伸夫（かなぼり のぶお）は、日本の医師、ソングライター。

## 来歴
宮崎県高鍋に生まれる。熊本県立玉名中学校（1926年卒業）、第五高等学校を経て、熊本医科大学を卒業した。
医師業の傍ら多くの学曲を作詞した。金堀は第五高等学校在学中から作詞を始めていた。五高の寮歌「荒れろ黄煙」をはじめ、熊本に駐屯する第6師団の歌まで幅広く作詞した。また作曲もおこなっており、五高の寮歌「椿花咲く」や複数の学校の校歌、小林市（広域合併以前の旧小林市）の「市民歌」を手がけている。
戦後は、故郷の高鍋で病院を開業する傍ら、コーラス団を結成して病院の2階で練習をおこなった。